# Pasquino da Montepulciano

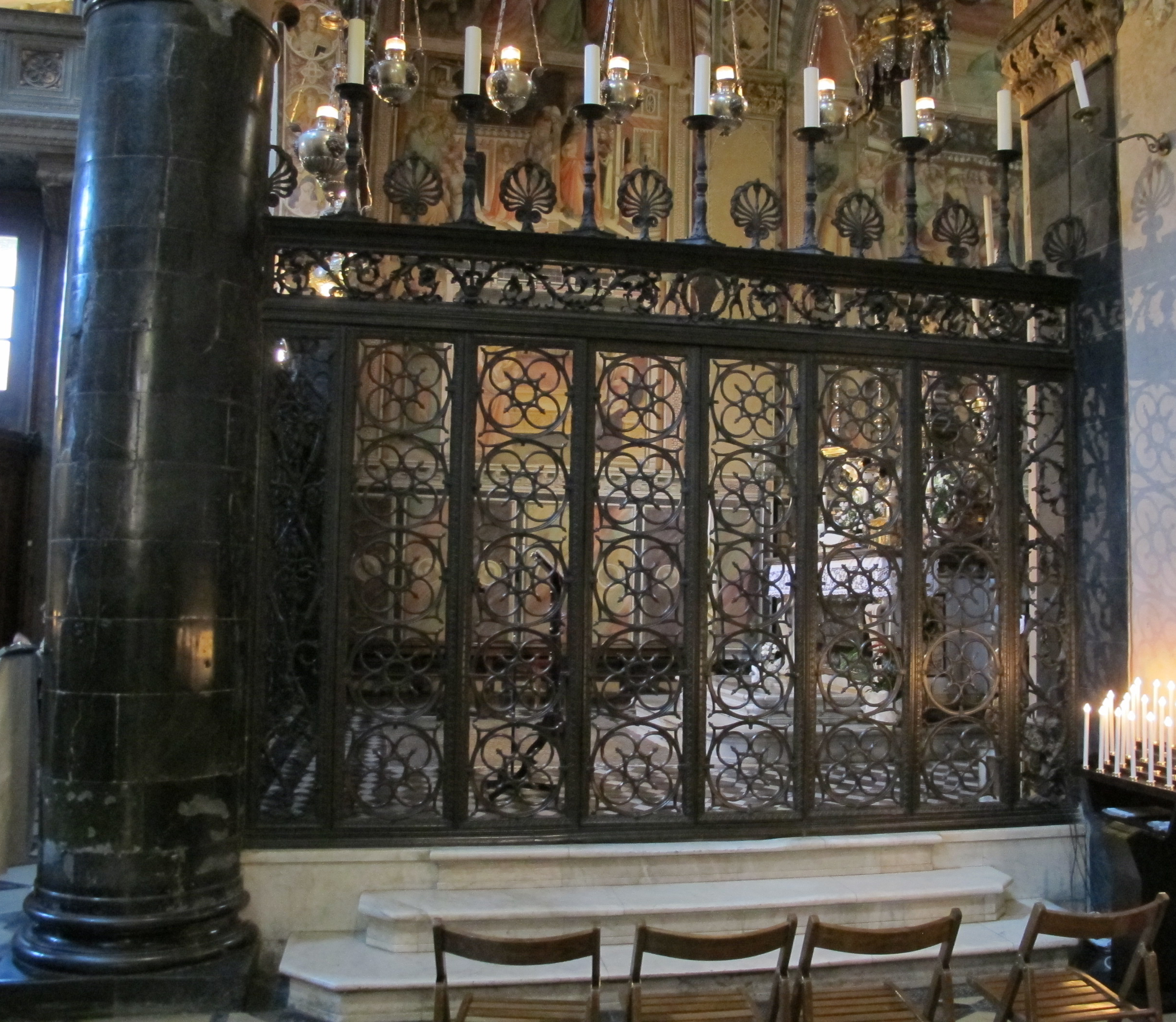
La cancellata della Cappella del Sacro Cingolo a Prato

Pasquino di Matteo da Montepulciano (Montepulciano, 1425 circa – 1485) è stato uno scultore e architetto italiano.

## Biografia
Esperto nella lavorazione del bronzo, risultava immatricolato nella «corporazione dell'Arte dei Maestri di Pietra e di Legname» a Firenze già nel 1435. Allievo del Filarete fu uno dei suoi più importanti aiutanti nella realizzazione della Porta della Basilica di San Pietro in Vaticano (1445).
Nel 1447 realizzò il fonte battesimale della collegiata di Empoli. Tre anni dopo partecipa con Maso di Bartolomeo alla realizzazione del portale della chiesa di San Domenico di Urbino, completato poi da Michele di Giovanni da Fiesole.
Tra il 1460 e il 1468 porta a termine la realizzazione della cancellata in bronzo della Cappella del Sacro Cingolo nel Duomo di Prato: opera iniziata nel 1438 da Maso di Bartolomeo, proseguita tra il 1447 e il 1459 da Antonio di Cola ed ultimata appunto da Pasquino.
Nello stesso edificio è documentata la realizzazione del fusto marmoreo del pulpito interno, con sfingi, concluso da Antonio Rossellino e Mino da Fiesole.
Il Vasari gli attribuì la realizzazione del sepolcro di Papa Pio II.